# Eusergestes
Eusergestes is een geslacht van kreeftachtigen uit de klasse van de Malacostraca (hogere kreeftachtigen).

## Soorten
- Eusergestes antarcticus (Vereshchaka, 2009)
- Eusergestes arcticus (Krøyer, 1855)
- Eusergestes similis (Hansen, 1903)